# Taeniaptera inpai
Taeniaptera inpai är en tvåvingeart som beskrevs av De Albuquerque 1980. Taeniaptera inpai ingår i släktet Taeniaptera och familjen skridflugor. Inga underarter finns listade i Catalogue of Life.